# Hoofdklasse (mannenhandbal) 2016/17
De hoofdklasse is de laagste afdeling van het Nederlandse handbal op landelijk niveau. De hoofdklasse bestaat uit vier (A, B, C en D) gelijkwaardige onafhankelijke groepen/competities elk bestaande uit 12 teams en een eigen kampioen. Het kan voorkomen, e.g. omdat teams zich terugtrekken, dat een competitie uit minder dan 12 teams bestaat.

## Opzet
- De vier kampioenen promoveren rechtstreeks naar de Tweede divisie.
- De vier ploegen die als laatste (twaalfde) eindigen degraderen naar de regio eerste klasse.
- Daarnaast spelen de vier ploegen die als elfde zijn geëindigd onderling een halve competitie. De ploeg die hierbij als eerste eindigt, handhaaft zich in de hoofdklasse en de overige drie ploegen degraderen eveneens naar de regio eerste klasse.

Er promoveren dus 4 ploegen, en er degraderen 7 (gelijk aan het aantal eerste klassen) ploegen.

## Hoofdklasse A

### Teams
| Club                       | Plaats            | Provincie  | Hal                 |
| -------------------------- | ----------------- | ---------- | ------------------- |
| AHV Achilles 2             | Apeldoorn         | Gelderland | Matenpark           |
| Sani4all/Artemis '15 2     | Doetinchem        | Gelderland | Kon. Beatrixcentrum |
| Cirkeltijgers              | Groningen         | Groningen  | Zernike Complex     |
| Cometas 2                  | Leeuwarden        | Friesland  | Kalverdijkje 2      |
| Schuler Afbouwgroep/D.O.S. | Emmer-Compascuum  | Drenthe    | De Klabbe           |
| Eemland 2                  | Amersfoort        | Utrecht    | Nieuwland           |
| H.V.C.                     | Barger-Compascuum | Drenthe    | De Klabbe           |
| Kwiek                      | Hollandscheveld   | Drenthe    | Valkenlaan          |
| Reehorst                   | Ede               | Gelderland | de Reehorst         |
| Udi '96                    | Arnhem            | Gelderland | Kermisland          |
| UGHV                       | Ulft              | Gelderland | de IJsselweide      |

### Stand
| Pos | Team                       | Wed | W  | G | V  | Ptn | DV  | DT  | +/−  | Opmerking                                                |
| --- | -------------------------- | --- | -- | - | -- | --- | --- | --- | ---- | -------------------------------------------------------- |
| 1   | Reehorst                   | 20  | 17 | 0 | 3  | 34  | 558 | 450 | +108 | Promoveert naar de Tweede divisie                        |
| 2   | Udi '96                    | 20  | 15 | 1 | 4  | 31  | 578 | 484 | +94  |                                                          |
| 3   | Schuler Afbouwgroep/D.O.S. | 20  | 13 | 0 | 7  | 26  | 511 | 489 | +22  |                                                          |
| 4   | UGHV                       | 20  | 12 | 0 | 8  | 24  | 568 | 523 | +45  |                                                          |
| 5   | H.V.C.                     | 20  | 10 | 2 | 8  | 22  | 516 | 491 | +25  |                                                          |
| 6   | AHV Achilles 2             | 20  | 7  | 2 | 11 | 16  | 482 | 515 | −33  |                                                          |
| 7   | Eemland 2                  | 20  | 8  | 1 | 11 | 15  | 506 | 513 | −7   |                                                          |
| 8   | Kwiek                      | 20  | 6  | 2 | 12 | 14  | 486 | 555 | −69  |                                                          |
| 9   | Cirkeltijgers              | 20  | 6  | 1 | 13 | 11  | 524 | 532 | −8   |                                                          |
| 10  | Sani4all/Artemis '15 2     | 20  | 5  | 1 | 14 | 11  | 415 | 501 | −86  |                                                          |
| 11  | Cometas 2                  | 20  | 4  | 4 | 12 | 10  | 470 | 561 | −91  | Nacompetitie voor degradatie naar de Regio Eerste Klasse |

1. ↑  Eemland 2 heeft 2 punten in mindering gekregen
2. ↑  Cirkeltijgers heeft 2 punten in mindering gekregen
3. ↑  Cometas 2 heeft 2 punten in mindering gekregen

### Uitslagen
| Thuis \ Uit                | AHV   | ART   | CIR   | COM   | DOS   | EEM   | HVC   | KWI   | REE   | UDI   | UGH   |
| -------------------------- | ----- | ----- | ----- | ----- | ----- | ----- | ----- | ----- | ----- | ----- | ----- |
| AHV Achilles 2             |       | 25–12 | 28–21 | 27–31 | 26–15 | 27–25 | 27–23 | 25–26 | 20–32 | 26–31 | 27–30 |
| Sani4all/Artemis '15 2     | 27–26 |       | 23–25 | 28–22 | 21–22 | 21–27 | 19–28 | 25–24 | 19–30 | 17–30 | 17–19 |
| Cirkeltijgers              | 29–22 | 20–20 |       | 32–17 | 29–22 | 30–31 | 25–33 | 36–26 | 19–25 | 25–27 | 32–31 |
| Cometas 2                  | 18–19 | 27–28 | 33–32 |       | 28–23 | 28–28 | 20–20 | 26–26 | 16–31 | 18–18 | 25–29 |
| Schuler Afbouwgroep/D.O.S. | 27–17 | 22–18 | 25–24 | 37–25 |       | 35–25 | 25–28 | 34–29 | 32–24 | 28–31 | 28–24 |
| Eemland 2                  | 26–27 | 22–24 | 27–24 | 19–22 | 21–25 |       | 23–22 | 30–16 | 30–22 | 24–20 | 25–35 |
| H.V.C.                     | 21–21 | 32–20 | 31–29 | 28–20 | 23–24 | 35–31 |       | 24–19 | 21–24 | 22–23 | 27–23 |
| Kwiek                      | 28–28 | 25–22 | 25–22 | 30–24 | 20–28 | 19–27 | 30–25 |       | 24–31 | 22–25 | 22–34 |
| Reehorst                   | 21–20 | 25–16 | 22–19 | 33–25 | 24–16 | 23–19 | 31–20 | 31–23 |       | 32–29 | 35–23 |
| Udi '96                    | 42–24 | 24–17 | 35–23 | 37–22 | 25–26 | 28–24 | 22–25 | 34–23 | 34–28 |       | 33–29 |
| UGHV                       | 30–20 | 26–21 | 29–28 | 36–23 | 27–17 | 30–22 | 35–28 | 24–29 | 25–34 | 29–30 |       |

## Hoofdklasse B

### Teams
| Club                             | Plaats            | Provincie     | Hal              |
| -------------------------------- | ----------------- | ------------- | ---------------- |
| Apollo                           | Son               | Noord-Brabant | De Landing       |
| Bergeijk                         | Bergeijk          | Noord-Brabant | De Drie Eiken    |
| SMEZO/BFC 2                      | Beek              | Limburg       | de Haamen        |
| Blerick                          | Blerick           | Limburg       | Egerbos          |
| Dongen                           | Dongen            | Noord-Brabant | De Salamander    |
| Huissen                          | Huissen           | Gelderland    | de Brink         |
| NOAV                             | Susteren          | Limburg       | Reinoudhal       |
| handbalshop.nl/Witte Ster-Tachos | Waspik            | Noord-Brabant | Waspik           |
| Vlug en Lenig 2                  | Geleen            | Limburg       | Glanerbrook      |
| Wittenhorst                      | Horst             | Limburg       | de Berkel        |
| Zwart-Wit                        | Oirsbeek-Schinnen | Limburg       | de Oirsprong MFC |

### Stand
| Pos | Team                             | Wed | W  | G | V  | Ptn | DV  | DT  | +/−  | Opmerking                                                |
| --- | -------------------------------- | --- | -- | - | -- | --- | --- | --- | ---- | -------------------------------------------------------- |
| 1   | handbalshop.nl/Witte Ster-Tachos | 20  | 15 | 0 | 5  | 30  | 557 | 463 | +94  | Promoveert naar de Tweede divisie                        |
| 2   | Dongen                           | 20  | 13 | 3 | 4  | 29  | 539 | 478 | +61  |                                                          |
| 3   | Apollo                           | 20  | 12 | 1 | 7  | 25  | 550 | 494 | +56  |                                                          |
| 4   | Zwart-Wit                        | 20  | 11 | 1 | 8  | 23  | 500 | 501 | −1   |                                                          |
| 5   | SMEZO/BFC 2                      | 20  | 10 | 2 | 8  | 22  | 495 | 455 | +40  |                                                          |
| 6   | Huissen                          | 20  | 9  | 2 | 9  | 20  | 462 | 462 | 0    |                                                          |
| 7   | Blerick                          | 20  | 9  | 1 | 10 | 19  | 374 | 370 | +4   |                                                          |
| 8   | NOAV                             | 20  | 8  | 2 | 10 | 18  | 505 | 550 | −45  |                                                          |
| 9   | Wittenhorst                      | 20  | 7  | 1 | 12 | 15  | 410 | 473 | −63  |                                                          |
| 10  | Vlug en Lenig 2                  | 20  | 5  | 1 | 14 | 11  | 436 | 538 | −102 |                                                          |
| 11  | Bergeijk                         | 20  | 4  | 0 | 16 | 4   | 437 | 481 | −44  | Nacompetitie voor degradatie naar de Regio Eerste Klasse |

1. ↑  Bergeijk heeft 4 punten in mindering gekregen

### Uitslagen
| Thuis \ Uit                      | APO   | BER   | BFC   | BLE   | DON   | HUI   | NOA   | TAC-TAC | V&L   | WIT   | ZWA   |
| -------------------------------- | ----- | ----- | ----- | ----- | ----- | ----- | ----- | ------- | ----- | ----- | ----- |
| Apollo                           |       | 26–25 | 27–29 | 16–15 | 25–29 | 27–23 | 35–24 | 28–25   | 31–16 | 24–30 | 30–20 |
| Bergeijk                         | 23–32 |       | 14–19 | 20–17 | 17–24 | 22–25 | 30–32 | 26–25   | 31–20 | 21–25 | 18–22 |
| SMEZO/BFC 2                      | 29–30 | 28–19 |       | 17–16 | 22–24 | 31–24 | 36–28 | 27–23   | 29–16 | 22–11 | 23–23 |
| Blerick                          | 12–25 | 18–12 | 19–19 |       | 24–14 | 13–15 | 18–15 | 21–22   | 22–21 | 20–19 | 25–21 |
| Dongen                           | 30–30 | 26–24 | 30–21 | 15–23 |       | 22–17 | 33–25 | 19–17   | 33–19 | 30–25 | 35–25 |
| Huissen                          | 20–24 | 21–19 | 25–20 | 19–18 | 26–26 |       | 30–24 | 23–26   | 34–17 | 22–17 | 21–24 |
| NOAV                             | 27–25 | 24–19 | 27–24 | 18–16 | 33–33 | 25–26 |       | 23–28   | 26–23 | 20–20 | 29–25 |
| handbalshop.nl/Witte Ster-Tachos | 35–29 | 32–29 | 25–20 | 25–14 | 29–28 | 28–24 | 38–18 |         | 32–15 | 36–15 | 29–27 |
| Vlug en Lenig 2                  | 31–27 | 23–18 | 23–31 | 21–26 | 28–22 | 30–30 | 26–29 | 23–28   |       | 24–18 | 28–27 |
| Wittenhorst                      | 15–27 | 13–25 | 24–22 | 19–16 | 24–27 | 22–20 | 34–31 | 21–24   | 26–18 |       | 15–23 |
| Zwart-Wit                        | 36–32 | 29–25 | 27–26 | 17–21 | 24–39 | 27–17 | 31–27 | 33–30   | 18–14 | 21–17 |       |

## Hoofdklasse C

### Teams
| Club                | Plaats         | Provincie     | Hal                                  |
| ------------------- | -------------- | ------------- | ------------------------------------ |
| Celeritas           | Bunnik         | Utrecht       | De Tol                               |
| Delta Sport         | Zierikzee      | Zeeland       | Laco Sportcentrum Schouwen-Duiveland |
| Hellas 3            | Den Haag       | Zuid-Holland  | Hellashal                            |
| Helius              | Hellevoetsluis | Zuid-Holland  | De Fazant                            |
| Hercules 3          | Den Haag       | Zuid-Holland  | Boswijk sporthal                     |
| HVOS                | Spijkenisse    | Zuid-Holland  | Olympia                              |
| S.V. ORION Z/G.S.C. | Heinkenszand   | Zeeland       | De Stenge                            |
| Quintus 3           | Kwintsheul     | Noord-Brabant | Eekhout Hal                          |
| Saturnus Leiden     | Leiden         | Zuid-Holland  | 5-Meihal                             |
| SOS-Kwieksport      | Den Haag       | Zuid-Holland  | Zuidhaghe                            |

### Stand
| Pos | Team                | Wed | W  | G | V  | Ptn | DV  | DT  | +/−  | Opmerking                         |
| --- | ------------------- | --- | -- | - | -- | --- | --- | --- | ---- | --------------------------------- |
| 1   | Hellas 3            | 18  | 17 | 1 | 0  | 33  | 544 | 414 | +130 | Promoveert naar de Tweede divisie |
| 2   | Quintus 3           | 18  | 13 | 1 | 4  | 27  | 485 | 393 | +92  |                                   |
| 3   | Delta Sport         | 18  | 10 | 4 | 4  | 24  | 461 | 434 | +27  |                                   |
| 4   | S.V. ORION Z/G.S.C. | 18  | 10 | 2 | 6  | 22  | 448 | 406 | +42  |                                   |
| 5   | Helius              | 18  | 9  | 3 | 6  | 21  | 435 | 410 | +25  |                                   |
| 6   | Saturnus Leiden     | 18  | 7  | 2 | 9  | 16  | 454 | 473 | −19  |                                   |
| 7   | SOS-Kwieksport      | 18  | 6  | 3 | 9  | 15  | 379 | 406 | −27  |                                   |
| 8   | Hercules 3          | 18  | 4  | 0 | 14 | 8   | 387 | 463 | −76  |                                   |
| 9   | Celeritas           | 18  | 3  | 2 | 13 | 8   | 350 | 447 | −97  |                                   |
| 10  | HVOS                | 18  | 2  | 0 | 16 | 4   | 350 | 447 | −97  |                                   |

1. ↑  Hellas 3 heeft 2 punten in mindering gekregen

### Uitslagen
| Thuis \ Uit         | CEL   | DEL   | HEL   | HEI   | HER   | HVO   | ORI   | QUI   | SAT   | SOS   |
| ------------------- | ----- | ----- | ----- | ----- | ----- | ----- | ----- | ----- | ----- | ----- |
| Celeritas           |       | 18–24 | 19–23 | 20–19 | 18–17 | 16–12 | 15–31 | 21–22 | 24–31 | 13–13 |
| Delta Sport         | 34–24 |       | 27–28 | 19–19 | 30–23 | 27–21 | 27–25 | 18–28 | 39–28 | 21–21 |
| Hellas 3            | 32–20 | 37–23 |       | 29–18 | 36–23 | 37–16 | 28–21 | 28–22 | 29–25 | 27–22 |
| Helius              | 35–15 | 23–23 | 24–31 |       | 22–19 | 25–22 | 28–21 | 24–24 | 29–22 | 23–22 |
| Hercules 3          | 21–20 | 20–25 | 23–28 | 26–22 |       | 24–20 | 21–23 | 11–35 | 20–23 | 26–28 |
| HVOS                | 23–20 | 24–28 | 25–26 | 18–27 | 23–22 |       | 17–20 | 19–27 | 18–23 | 15–21 |
| S.V. ORION Z/G.S.C. | 24–21 | 24–26 | 28–28 | 27–28 | 24–19 | 29–20 |       | 29–17 | 22–20 | 29–21 |
| Quintus 3           | 35–21 | 20–21 | 31–33 | 29–25 | 30–22 | 28–24 | 22–18 |       | 31–23 | 24–18 |
| Saturnus Leiden     | 30–30 | 28–28 | 23–30 | 26–19 | 35–27 | 23–14 | 27–32 | 24–33 |       | 22–19 |
| SOS-Kwieksport      | 21–15 | 23–21 | 24–34 | 17–25 | 21–23 | 24–19 | 21–21 | 14–27 | 29–21 |       |

## Hoofdklasse D

### Teams
| Club                  | Plaats        | Provincie     | Hal              |
| --------------------- | ------------- | ------------- | ---------------- |
| AHC '31               | Amsterdam     | Noord-Holland | Sporthallen Zuid |
| Berdos                | Bergen        | Noord-Holland | de Europahal     |
| De Blinkert           | Haarlem       | Noord-Holland | R.v.d.Geesthal   |
| Havas 2               | Almere        | Flevoland     | Indische Buurt   |
| Tonegido/Kleine Sluis | Anna Paulowna | Noord-Holland | de Wieringen     |
| U.S. 2                | Amsterdam     | Noord-Holland | de Pijp          |
| Vido                  | Purmerend     | Noord-Holland | de Vaart         |
| KRAS/Volendam 3       | Volendam      | Noord-Holland | Opperdam         |
| Commandeur/VVW        | Wervershoof   | Noord-Holland | de Dars          |
| Maedilon/VZV          | 't Veld       | Noord-Holland | 't Zijveld       |
| Zaanstreek            | Zaandam       | Noord-Holland | de Koog          |

### Stand
| Pos | Team                  | Wed | W  | G | V  | Ptn | DV  | DT  | +/−  | Opmerking                                                |
| --- | --------------------- | --- | -- | - | -- | --- | --- | --- | ---- | -------------------------------------------------------- |
| 1   | Berdos                | 20  | 18 | 0 | 2  | 36  | 655 | 503 | +152 | Promoveert naar de Tweede divisie                        |
| 2   | Commandeur/VVW        | 20  | 16 | 0 | 4  | 32  | 588 | 507 | +81  |                                                          |
| 3   | Tonegido/Kleine Sluis | 19  | 13 | 2 | 4  | 28  | 543 | 462 | +81  |                                                          |
| 4   | KRAS/Volendam 3       | 19  | 13 | 0 | 6  | 26  | 567 | 494 | +73  |                                                          |
| 5   | De Blinkert           | 19  | 11 | 1 | 7  | 23  | 491 | 481 | +10  |                                                          |
| 6   | Maedilon/VZV          | 20  | 8  | 1 | 11 | 17  | 540 | 574 | −34  |                                                          |
| 7   | AHC '31               | 20  | 7  | 1 | 12 | 15  | 484 | 518 | −34  |                                                          |
| 8   | Vido                  | 20  | 7  | 0 | 13 | 14  | 532 | 538 | −6   |                                                          |
| 9   | Zaanstreek            | 20  | 7  | 0 | 13 | 14  | 528 | 584 | −56  |                                                          |
| 10  | Havas 2               | 19  | 4  | 1 | 14 | 9   | 462 | 505 | −43  |                                                          |
| 11  | U.S. 2                | 20  | 1  | 0 | 19 | 0   | 437 | 661 | −224 | Nacompetitie voor degradatie naar de Regio Eerste Klasse |

1. ↑  U.S. 2 heeft 2 punten in mindering gekregen

### Uitslagen
| Thuis \ Uit           | AHC   | BER   | BLI   | HAV   | TON   | US    | VID   | VOL   | VVW   | VZV   | ZAA   |
| --------------------- | ----- | ----- | ----- | ----- | ----- | ----- | ----- | ----- | ----- | ----- | ----- |
| AHC '31               |       | 22–23 | 21–26 | 25–18 | 23–34 | 25–19 | 26–24 | 21–32 | 21–23 | 27–25 | 28–29 |
| Berdos                | 35–23 |       | 28–29 | 31–23 | 36–24 | 38–21 | 29–26 | 30–28 | 34–29 | 34–27 | 40–27 |
| De Blinkert           | 23–21 | 23–31 |       | 26–22 | 25–25 | 24–13 | 30–25 | 26–23 | 25–27 | 29–27 | 22–21 |
| Havas 2               | 27–27 | 21–29 | [ a ] |       | 21–24 | 28–18 | 24–23 | 19–25 | 27–32 | 22–23 | 27–25 |
| Tonegido/Kleine Sluis | 25–19 | 20–30 | 36–22 | 24–20 |       | 41–12 | 28–23 | 33–32 | 26–24 | 18–23 | 44–28 |
| U.S. 2                | 26–27 | 25–43 | 19–35 | 25–24 | 25–34 |       | 24–30 | 30–37 | 25–35 | 24–31 | 23–32 |
| Vido                  | 21–26 | 27–31 | 36–28 | 23–22 | 21–25 | 38–23 |       | 24–26 | 27–25 | 24–26 | 26–19 |
| KRAS/Volendam 3       | 37–26 | 39–32 | 23–29 | 32–28 | [ a ] | 33–21 | 34–28 |       | 19–22 | 35–25 | 25–14 |
| Commandeur/VVW        | 30–26 | 27–29 | 25–21 | 30–26 | 28–27 | 37–14 | 28–26 | 33–25 |       | 34–22 | 27–25 |
| Maedilon/VZV          | 23–22 | 20–35 | 27–26 | 30–32 | 28–28 | 37–24 | 30–35 | 25–29 | 33–37 |       | 34–28 |
| Zaanstreek            | 18–28 | 22–37 | 31–22 | 33–31 | 22–27 | 32–26 | 34–25 | 28–33 | 29–35 | 31–24 |       |

1. 1 2  De uitgevallen wedstrijden Havas 2 – De Blinkert en KRAS/Volendam 3 – Tonegido/Kleine Sluis, zijn door het NHV niet opnieuw ingepland daar deze wedstrijden geen verandering meer in de eindstand konden veroorzaken.

## Nacompetitie voor degradatie
De 4 nummers 11 van de afzonderlijke groepen/competities spelen, op één dag op neutraal terrein, onderling een halve competitie van ingekorte wedstrijden (2x 20 minuten). De ploeg die als hoogste eindigt, handhaaft zich in de Hoofdklasse. De 3 ploegen die als laatste eindigen, degraderen naar de Regio Eerste Klasse.
Doordat geen van de 4 competities uit 12 ploegen bestond, daarnaast enkele ploegen (vrijwillig) degradeerde of zich terugtrokken, en er 1 extra team naar de Tweede divisie promoveerde, werd het spelen van een nacompetitie overbodig. Hierdoor konden er zelfs 10 i.p.v. 7 ploegen uit de regio eerste klasse promoveren.